# Tamara van Ark
Tamara van Ark, née le 11 août 1974 est une femme politique néerlandaise du Parti populaire pour la liberté et la démocratie (VVD). Elle est ministre de la Santé du 9 juillet 2020 au 3 septembre 2021 et secrétaire d'État aux Affaires sociales et à l'Emploi du 26 octobre 2017 au 9 juillet 2020 au sein du cabinet Rutte III.

## Jeunesse et éducation
Tamara van Ark obtient un diplôme de propédeutique de la Rotterdam Hogeschool voor Economische Studies (maintenant appelée Rotterdam Business School ) de l'Université des sciences appliquées de Rotterdam en 1994. Elle fréquente ensuite à l'Université Erasmus de Rotterdam où elle obtient une maîtrise en administration publique en 1998.

## Carrière politique

### Carrière en politique locale
En tant que membre du Parti populaire pour la liberté et la démocratie, est échevine de l'ancienne commune de Nieuwerkerk aan den IJssel de 2004 à 2010 et, en 2010, de la commune qui lui succède, Zuidplas [réf. nécessaire]. 

### Carrière en politique nationale
Lors des élections générales néerlandaises de 2010, Tamara van Ark est élue à la Seconde Chambre des États généraux. En tant que parlementaire depuis le 17 juin 2010, elle se concentre sur les questions de soins de longue durée. Elle participe également, avec d'autres membres du bureau, à une proposition de loi contre la discrimination des homosexuels au travail[réf. nécessaire].
Tamara van Ark est réélu à la Seconde Chambre des États généraux en 2012 et 2017. Elle reste membre de la Seconde Chambre des États généraux jusqu'à sa nomination au poste de secrétaire d'État le 26 octobre 2017.

### Ministre de la santé, 2020-2021
Le 9 juillet 2020, Tamara van Ark succède à Martin van Rijn au poste de ministre de la Santé. À partir de 2020, elle est également membre du Global Leaders Group on Antimicrobial Resistance, co-présidé par Sheikh Hasina et Mia Mottley.
À la suite des élections nationales de 2021, elle et Wouter Koolmees du parti Démocrates 66 sont choisis pour mener les négociations de leurs partis sur un accord de coalition.